# Maykel Massó
Maykel Massó   (Santiago de Cuba, 8 maig de 1999, 8 de maig de 1999) és un atleta cubà especialitzat en el salt de llargada. És medallista olímpic, amb el bronze aconseguit als Jocs Olímpics de Tòquio 2020.
El 2015 va aconseguir la medalla d'or en el Campionat del Món sub-18 de Cali, sent el primer esportista cubà en guanyar l'or en aquesta disciplina i competició i el 2016 també va aconseguir la medalla d'or en el Campionat del Món sub-20 de Bydgoszcz.
El juliol de 2023, va patir una greu lesió durant una prova als Jocs Centreamericans i del Carib a El Salvador, que li va impedir disputar el Campionat del Món de Budapest 2023.
El seu rècord personal el va aconseguir el 29 de maig de 2021 a l'Havana, amb un salt de 8.39m (+0,6 m/s).

## Historial de competició
| Any  | Competició                         | Seu                    | Posició | Marca |
| ---- | ---------------------------------- | ---------------------- | ------- | ----- |
| 2015 | Campionat del Món Sub-18           | Cali, Colòmbia         | 1r      | 8.05m |
| 2015 | Campionat del Món                  | Beijing, Xina          | 23è (q) | 7.70m |
| 2016 | Campionat del Món Sub-20           | Bydgoszcz, Polònia     | 1r      | 8.00m |
| 2016 | Jocs Olímpics                      | Rio de Janeiro, Brasil | 15è (q) | 7.88m |
| 2017 | Campionat del Món                  | Londres, Regne Unit    | 5è      | 8.26m |
| 2018 | Campionat del Món en pista coberta | Birmingham, Regne Unit | 13è     | 7.71m |
| 2019 | Jocs Panamericans                  | Lima, Perú             | 12è     | 7.21m |
| 2021 | Jocs Olímpics                      | Tòquio, Japó           | 3r      | 8.21m |
| 2022 | Campionat del Món                  | Oregon, EUA            | 4t      | 8.15m |